# Société à responsabilité limitée (Luxemburg)
Société à responsabilité limitée (abgekürzt S.à r.l. oder auch SARL; luxemburgisch: Gesellschaft mat limitéierter Responsabilitéit, deutsch: „Gesellschaft mit beschränkter Haftung“) ist die üblicherweise verwendete französischsprachige Bezeichnung für die Rechtsform der haftungsbeschränkten Gesellschaft in Luxemburg.
Für die Gründung ist die Erstellung einer Gesellschaftssatzung („les statuts“) erforderlich, es gibt ein vorgeschriebenes Mindeststammkapital von 12.000 Euro. Dieses muss vollständig gezeichnet und eingezahlt sein. Die Anzahl der Gesellschafter muss mindestens 2 und darf höchstens 40 betragen. Die Eintragung erfolgt bei der Handelskammer Luxemburg (Chambre de Commerce Luxembourg).
Gemäß Gesetz vom 28. Dezember 1992 ist auch die Gründung einer S.à r.l.u. (Société à responsabilité limitée unipersonnelle), also einer Einpersonengesellschaft, möglich. Für diese gelten im Wesentlichen die gleichen Regeln wie für die SARL, der einzige Gesellschafter übernimmt hier die Aufgaben, die sonst von der Hauptversammlung wahrgenommen werden.
Seit 2016 existiert daneben die vereinfachte Variante SARL-S (Société à responsabilité limitée simplifiée). 
Sie richtet sich an Kleinstgründer: Das Mindestkapital kann bereits bei 1 € liegen; 
Gesellschafterzahl und Haftungsregeln entsprechen der klassischen SARL, 
während die Eintragung dank Online-Verfahren meist binnen 1 – 4 Wochen abgeschlossen ist.